# Орден Белого орла (Сербия)
О́рден Бе́лого орла́ (серб. Орден белог орла) — государственная награда Королевства Сербия и его правопреемника — Королевства Сербов, Хорватов и Словенцев, с 1929 года — Королевства Югославия. В 1945 году упразднён. В 2009 году восстановлен в качестве государственной награды Сербии.
Был учреждён королём Сербии Миланом I 23 января 1883 года, одновременно с орденом Святого Саввы. Сербия была провозглашена королевством 5 марта (22 февраля) 1882 года. Изображение двуглавого белого орла с расправленными крыльями в полёте, ставшего государственным символом Сербии, видимо, должно было подчеркнуть господствующее положение Сербии на Балканах и являлось универсальным символом Христианской Империи, уходящим своими корнями к Византийской Империи. Символику двуглавого орла уже использовали средневековые правители Сербии, также, как и императоры Священной Римской империи, императоры России и Австрии. Разница заключалась только в цвете. В Сербии двуглавый орёл был белым (серебро в геральдике), в то время, как византийский орёл был золотым, а российский и немецкий — чёрными.

## Описание
Орден Белого орла имел пять степеней и мог вручаться с мечами, за военные заслуги, или без мечей — за гражданские заслуги.
1. Орден Белого орла имеет пять степеней:
1. 1-я степень — Большой крест ордена Белого орла,
2. 2-я степень — Гранд-офицерский крест ордена Белого орла,
3. 3-я степень — Командорский крест ордена Белого орла,
4. 4-я степень — Офицерский крест ордена Белого орла,
5. 5-я степень — Рыцарский крест ордена Белого орла
2. Высшей степенью ордена Белого орла является первая степень.
Элементы художественного оформления знака ордена и звезды

Сербский двуглавый орёл
Сербский крест — малый герб Сербии

## Знаки ордена
| Орден Белого орла          | Орден Белого орла      | Орден Белого орла  | Орден Белого орла | Орден Белого орла | Орден Белого орла |
| Большой крест              | Гранд-офицерский крест | Командорский крест | Офицерский крест  | Рыцарский крест   |                   |
| -------------------------- | ---------------------- | ------------------ | ----------------- | ----------------- | ----------------- |
|                            |                        |                    |                   |                   |                   |
|                            |                        |                    |                   |                   |                   |
| Орден Белого орла с мечами |                        |                    |                   |                   |                   |
| Большой крест              | Гранд-офицерский крест | Командорский крест | Офицерский крест  | Рыцарский крест   |                   |
|                            |                        |                    |                   |                   |                   |
|                            |                        |                    |                   |                   |                   |